# Felten & Guilleaume

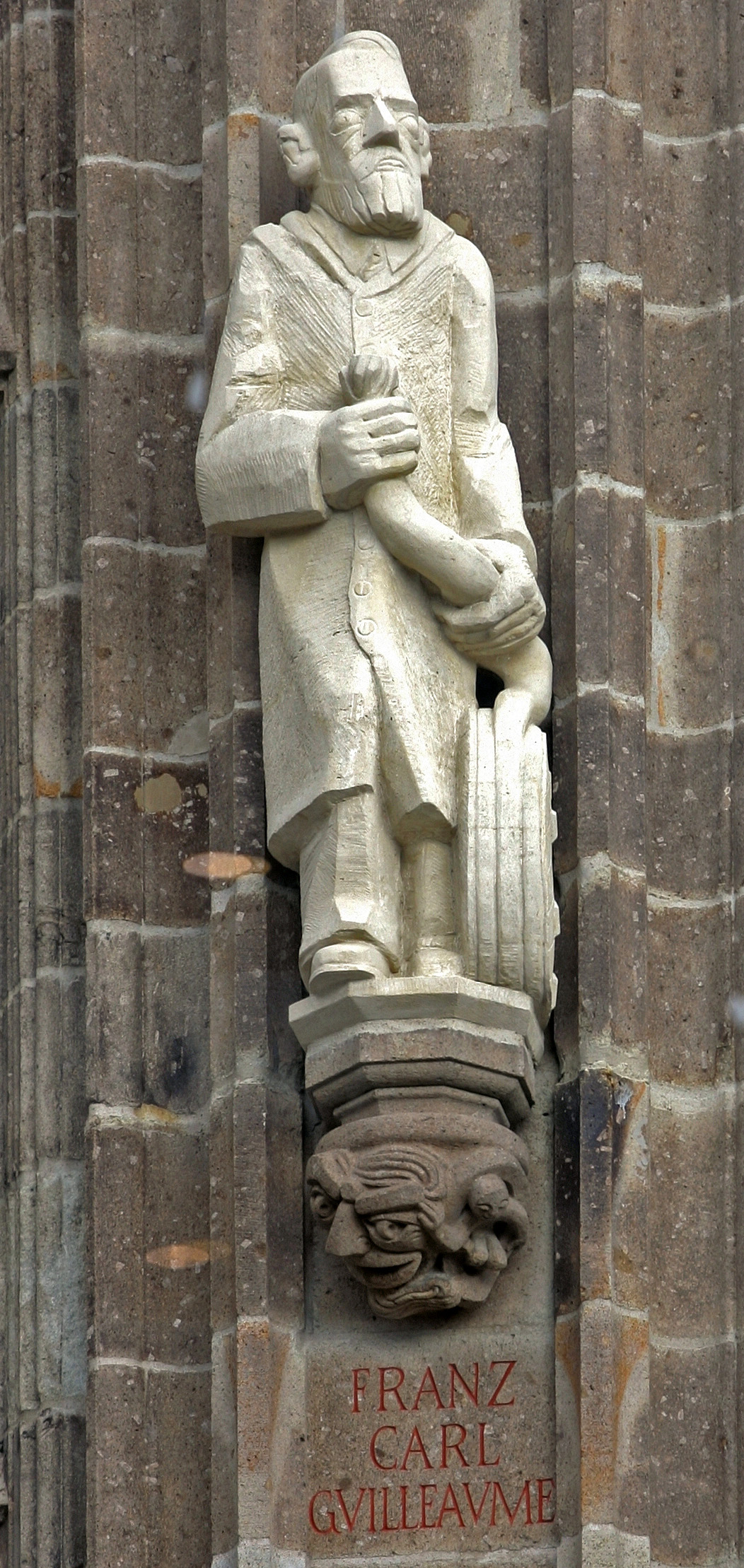
Statue Franz Carl Guilleaumes am Rathausturm Köln

Felten & Guilleaume, allgemein abgekürzt als F&G bekannt, ist seit 2004 eine Marke der Velatia Anlagentechnik GmbH. Es war lange Zeit ein eigenständiges Unternehmen der Draht-, Drahtseil-, Kabelfertigung und Elektrotechnik mit Sitz in Köln.

## Firmengeschichte

### Bis 1900

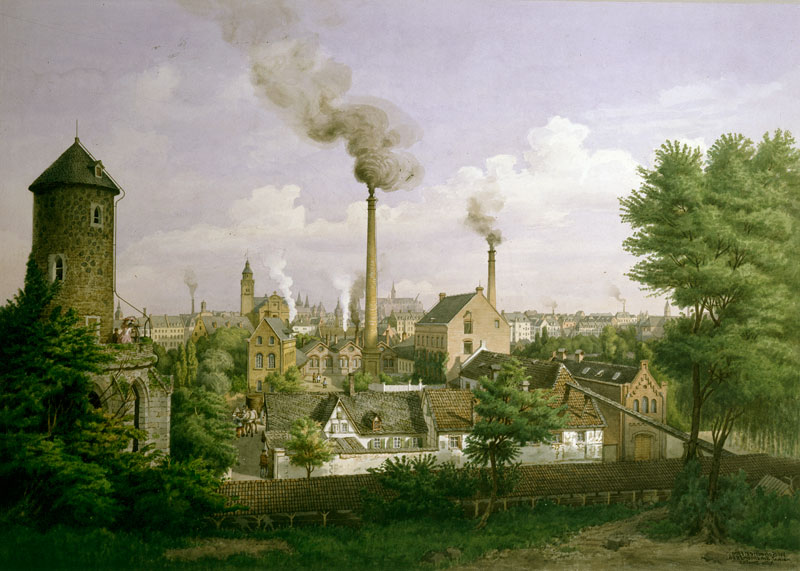
Felten & Guilleaume, 1866

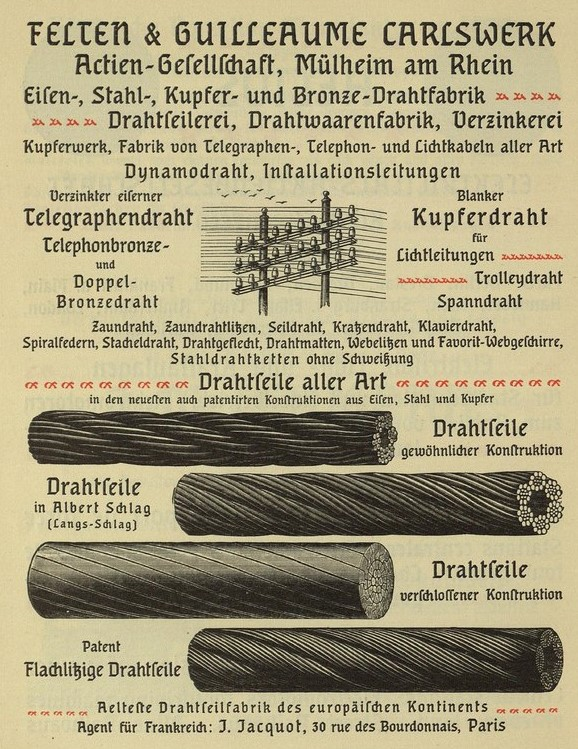
Weltausstellung Paris 1900

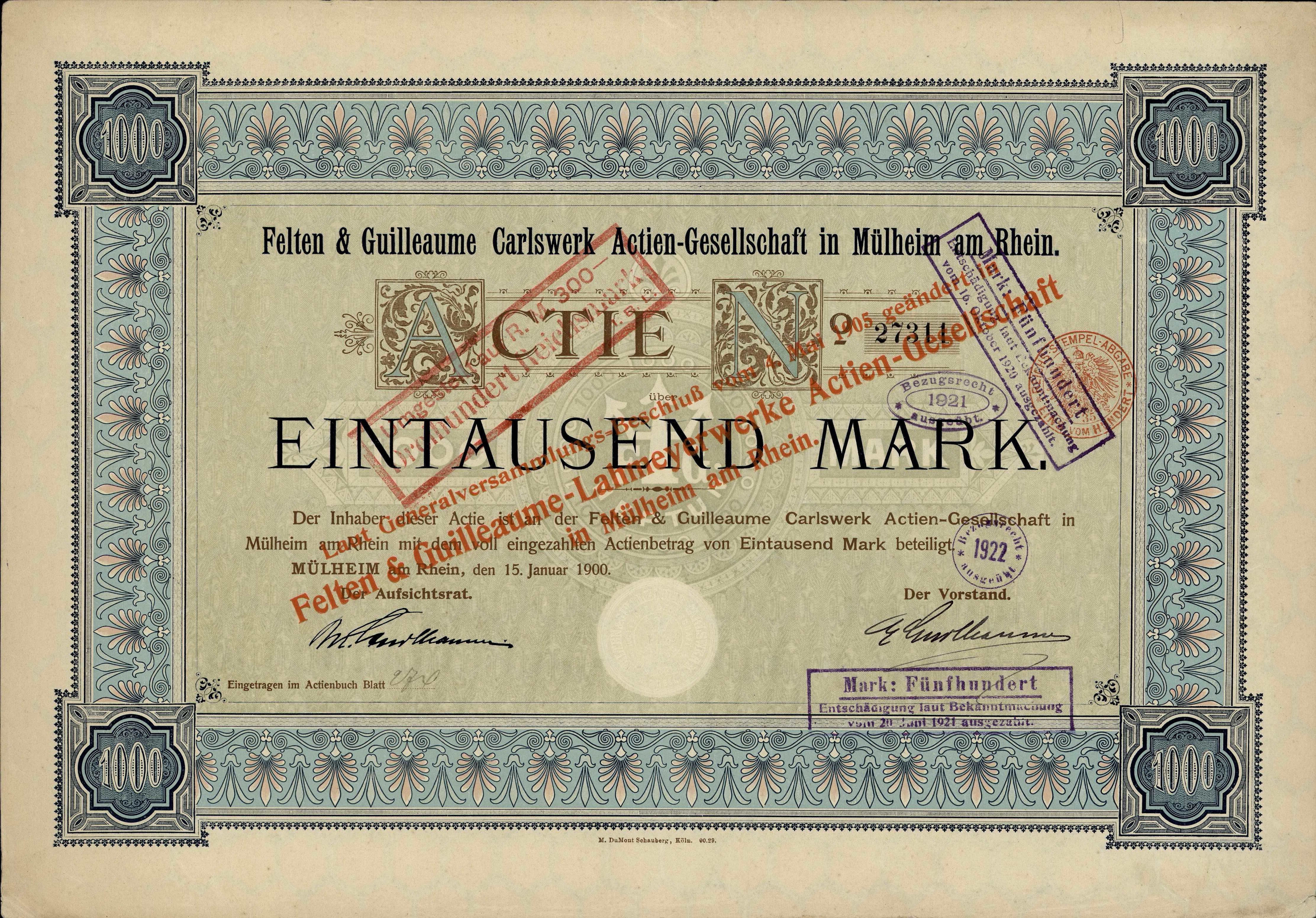
Gründeraktie der Felten & Guilleaume Carlswerk AG vom 15. Januar 1900

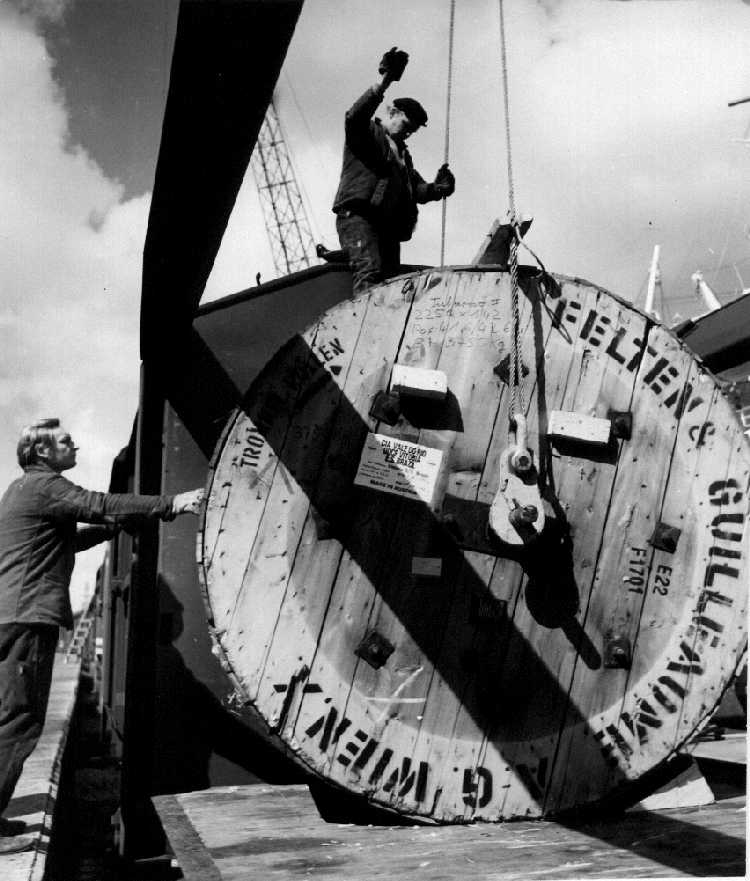
Alte Wiener Kabeltrommel von F&G

Der Ursprung von Felten & Guilleaume liegt im Handwerksbetrieb der Familie Felten: Im Mittelalter gehörte die Familie zur Zunft der Seilereimeister und genoss hohes Ansehen. Die Seile wurden in Schifffahrt und Bergbau eingesetzt. Die Seilerei war in Köln an der Ecke der Straßen In der Höhle und Große Sandkaule zu finden. Anfang des 19. Jahrhunderts heirateten die Felten-Tochter Christina (1788–1853) und Karl Guilleaume (1789–1837), Apotheker und Chemiker aus Denklingen, Sohn des Solinger Notars Christoph Guilleaume (1741–1804). Karl wurde bald im Geschäft seines Schwiegervaters Theodor Felten (1747–1827) tätig.
1823 erschien in einer Kölner Zeitung die erste Anzeige unter dem Namen Felten & Guilleaume. 1826 wurde die Seilerei Felten & Guilleaume am Karthäuserwall gegründet. Vier Jahre später wurde die erste Betriebskrankenkasse von Felten & Guilleaume eingetragen. 1838 nahm man die Fabrikation der von Bergrat Albert erfundenen Drahtseile auf und entwickelte sie erheblich weiter; sie wurden aus Kupfer-, Bronze-, Messing- und Aluminiumdrähten erzeugt. Theodor Guilleaume schlug 1850 vor, Telegrafenadern nicht mehr in Gelenkrohren, sondern als Teil von Drahtseilen zu fertigen. Bereits ein Jahr später wurde durch eine von F&G gefertigte Telegrafenader England mit dem Festland verbunden. 1874 eröffnete Franz Carl Guilleaume (1834–1887) unter dem Namen Carlswerk einen weiteren Fabrikationsstandort für die Drahtproduktion im damals noch selbständigen Mülheim. Fahrdrähte, Freileitungsseile aus Kupfer und Aluminium, Freileitungs-Hohlseile, Leitungsdrähte und Starkstromkabel gehörten in den folgenden Jahrzehnten zum Produktionsprogramm. 1876 errichtete F&G das von ihm vorgeschlagene erste unterirdische Telegrafennetz von Berlin nach Halle (Saale) und begann 1883 mit der Fertigung von imprägnierten, hanfisolierten Kupferstarkstromkabeln mit Bleimantel. Fünf Jahre später wurde die erste, 2 × 45 km lange, unterirdische Telefonkabelverbindung hergestellt. Ein Jahr später wurde ein 2-kV-Wechselspannungsnetz für Amsterdam produziert und ausgeliefert. Bis zur Jahrhundertwende wurde eine Reihe von Kabeln für die Stadtbeleuchtung in Dresden, Sankt Petersburg und München gefertigt, aber auch Seekabel für die Inseln Wangerooge und Sylt. In der aserbaidschanischen Hauptstadt Baku wurden bereits 1900 51 km verseiltes Hochspannungskabel aus der Fertigung von F&G verlegt.
1892 wurde das Carlswerk ein eigenständiges Unternehmen, 1899 in eine Aktiengesellschaft unter dem Namen Felten & Guilleaume Carlswerk AG umgewandelt, die auch bald in Wien und Budapest über Tochtergesellschaften verfügte: die Felten & Guilleaume, Fabrik elektrischer Kabel, Stahl- und Kupferwerke AG, Wien. Im Jahre 1896 erwarb das Unternehmen eine Werftanlage in Mülheim und baute sie bis 1899 aus, um den Ladeverkehr auf dem Rhein in eigener Regie durchführen zu können. 1898 fusionierte F&G mit der Lahmeyerwerke AG (Frankfurt am Main) zur Felten & Guilleaume-Lahmeyerwerke AG. Bereits fünf Jahre später trennte sich F&G jedoch wieder von den Lahmeyerwerken und firmierte von da an unter dem Namen Felten & Guilleaume Carlswerk Actien-Gesellschaft. Durch sein Engagement zwischen 1912 und 1919 bei den Hochöfen der Usine Steinfort, die zeitweilig „S.A. des Hauts-Fourneaux et Aciéries de Steinfort“ hießen, kam es zum ersten Kontakt mit dem späteren Luxemburger Stahlkonzern Arbed, der lange Zeit größter Einzelaktionär war. Auf dem Werksgelände bestanden ein Kindergarten und eine Kapelle, über deren Aussehen und Ausstattung sehr wenig bekannt ist. Werke aus der ehemaligen Kapelle befinden sich heute u. a. in St. Johann Baptist in Köln-Höhenhaus.

### 1900 bis 1945
1904 übernahm F&G die in Konkurs befindliche Fa. Heller in Nürnberg, mit der ein ganzes Sortiment an Telefonkabeln und -apparaten erworben wurde, das in den Folgejahren noch kontinuierlich erweitert wurde. Bereits sechs Jahre später wurde aus der Nürnberger Niederlassung das eigenständige Unternehmen Süddeutsche Telefon-, Apparate-, Kabel- und Drahtwerke A.G. das über die später weltweit bekannte Telegrammadresse TeKaDe verfügte. 1910 wurde der ehemalige Finanzminister in der Regierung des Großherzogtums Hessen, Feodor von Gnauth, Generaldirektor. 1921 wurde mit dem Bau von Zwischenverstärkern begonnen, der später um praxistaugliche Verstärker für Tonfilmkinos erweitert wurde. 1934 begann TeKaDe mit der Produktion von Rundfunkgeräten und hatte 1936 bereits einen Fernseher mit Braunscher Röhre entwickelt. Der mit einer neuartigen Rechteck-Bildröhre von Telefunken bestückte „Volksfernseher“ (Einheits-Fernseh-Empfänger E 1) wurde gemeinsam mit anderen Unternehmen der Rundfunkindustrie entwickelt und im Sommer 1939 auf der 16. Großen Deutschen Funk- und Fernseh-Ausstellung in Berlin präsentiert. Er sollte zu Weihnachten des gleichen Jahres auf den Markt kommen, jedoch verhinderte der Beginn des Zweiten Weltkrieges die Serienproduktion. Für die Post wurden große Mengen Fernsprechkabel und Verstärker benötigt, die bei TeKaDe in Nürnberg hergestellt wurden.

Gebäude der ehemaligen Felten & Guilleaume Carlswerk AG
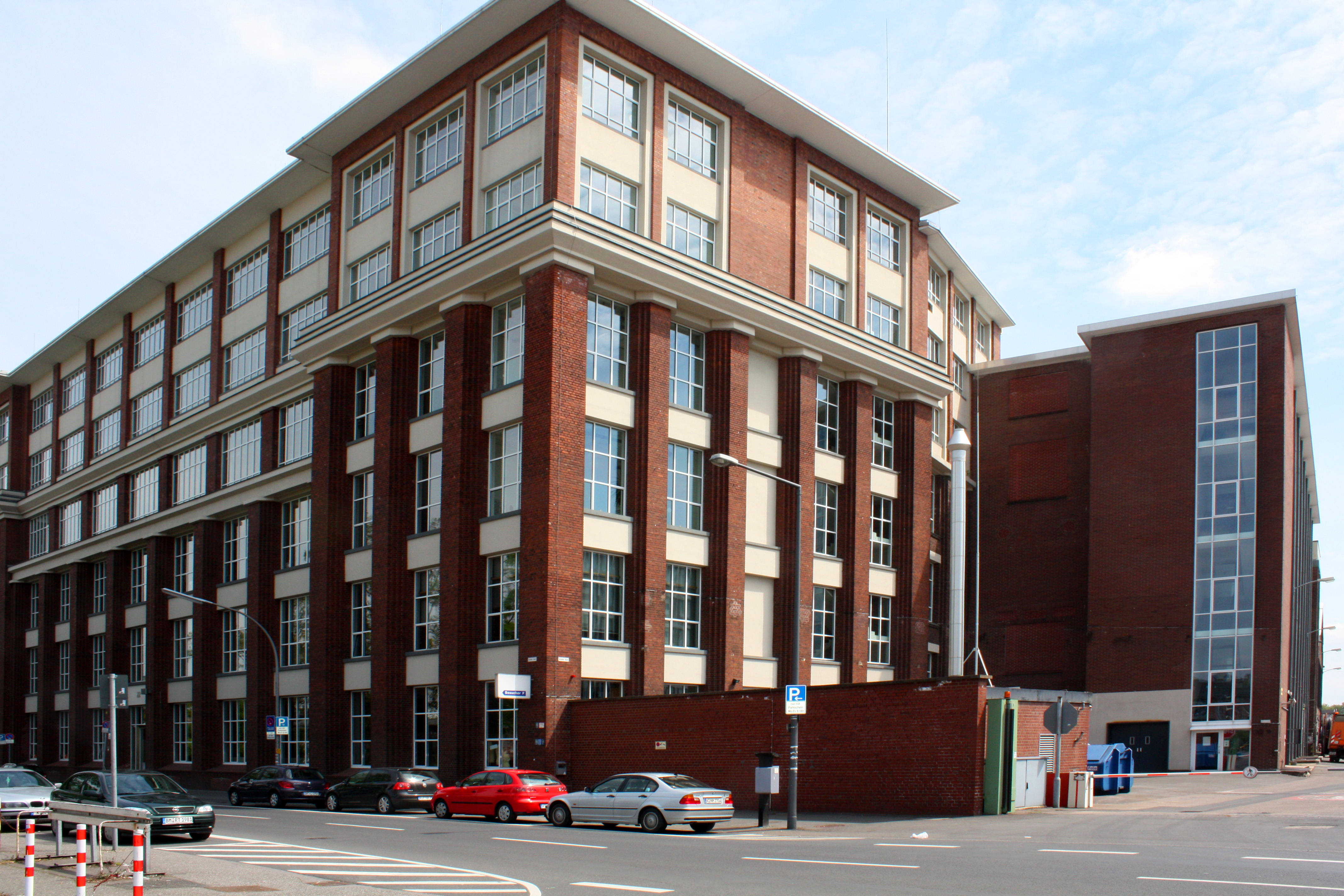
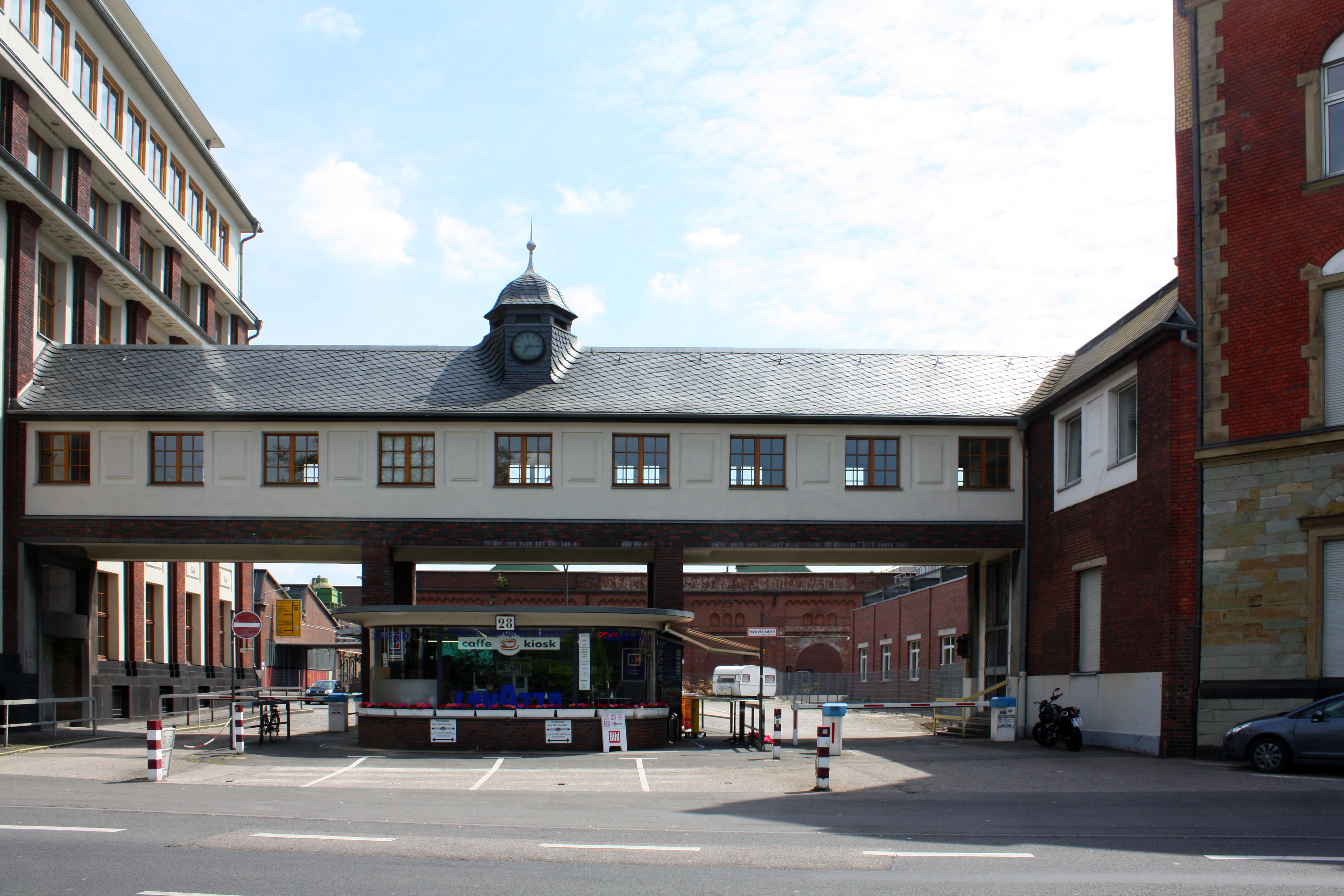
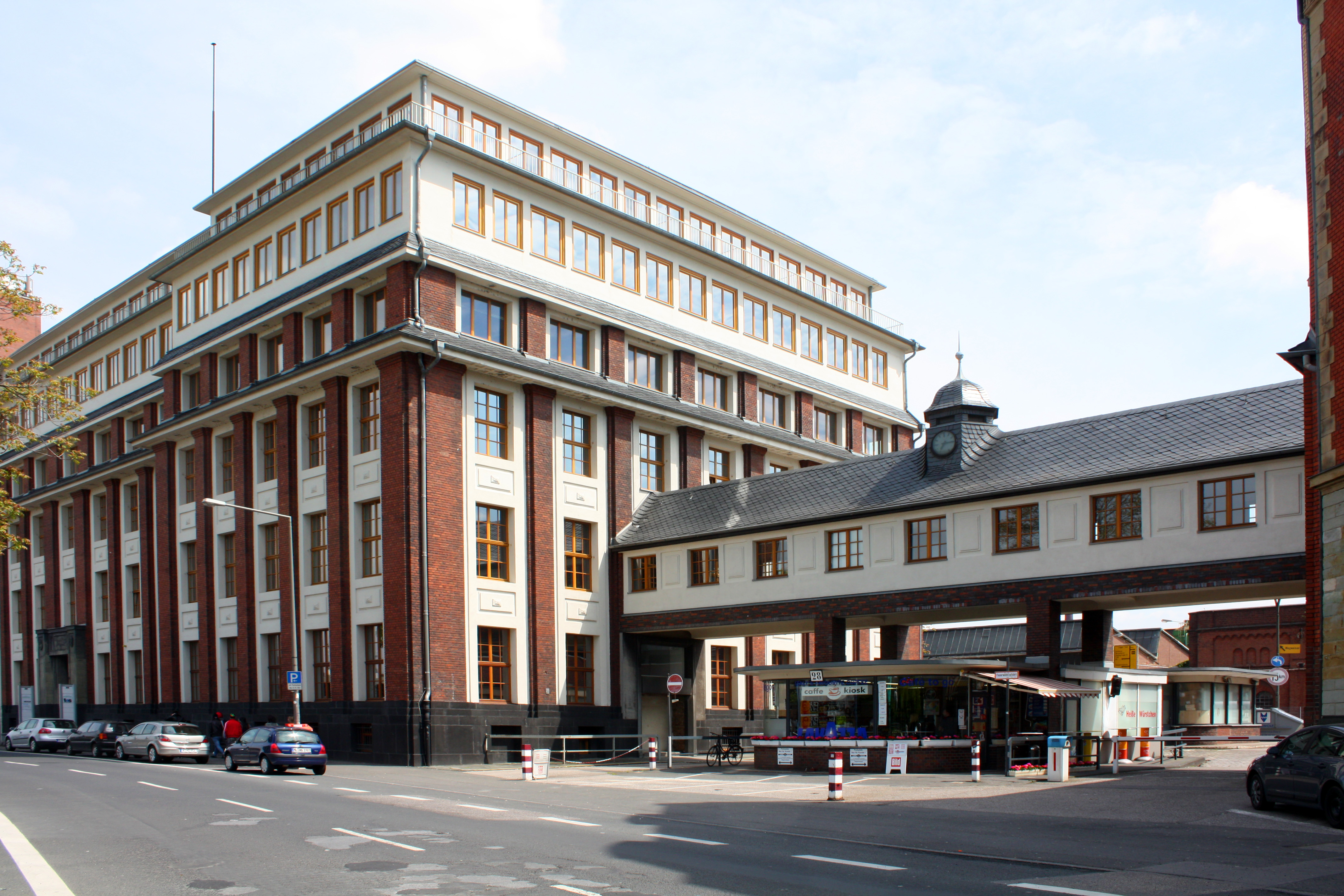

F&G genoss auf dem Gebiet der – unter der Markenbezeichnung F&G Neptun vertriebenen – Seekabel schon früh einen hervorragenden Ruf. 1899 gründete F&G gemeinsam mit der Deutsch-Atlantischen Telegraphengesellschaft ein gemeinsames Unternehmen in Nordenham, die Norddeutschen Seekabelwerke (NSW), in denen 1904 das 7.993 km lange Guttapercha-isolierte Seekabel produziert wurde, das mit den Kabellegern „Podbielski“ und „Stephan“ von Greetsiel und Borkum über die Azoreninsel Faial nach New York verlegt wurde und damit den europäischen und den amerikanischen Kontinent mit dem ersten Telefonkabel verband. F&G stellte auch das erste unterseeische 25-kV-Hochspannungskabel von 5 km Länge für den Öresund her, das bereits 1914 verlegt wurde. Elf Jahre später wurde ein weiteres Seekabel durch den Öresund gezogen, das Höchstädterkabel, das bereits eine Spannung von 50 kV transportierte. Wegen des großen Know-hows bei der Seekabelfertigung beteiligte sich Siemens 1931 an den NSW. Zwischen 1932 und 1935 entwickelte NSW Kabelmäntel aus Polystyrol-Kunststofffolien, die in Extrusionstechnik appliziert wurden.
Darüber wurde die Drahtseilfertigung keineswegs vernachlässigt. Bereits 1903 lieferte F&G die Seile für die erste Drahtseilbahn der Schweiz, den Wetterhorn-Aufzug. In Mülheim entstand 1910 ein eigener Hochofen unmittelbar am Rhein, der von dort mit den notwendigen Rohstoffen versorgt werden konnte. 1929 produzierte F&G die Tragseile der Mülheimer Brücke, zwölf Jahre später auch für die Rodenkirchener Brücke. 1940 wurden Seile für die Materialseilbahn Boliden–Kristineberg, die längste Seilbahn der Welt mit 96 km Länge in Schweden hergestellt.
Die Weltwirtschaftskrise ging an F&G genauso wenig vorbei wie an der übrigen Industrie: Verfügte F&G 1929 noch über eine Belegschaft von 17.000 Beschäftigten, wurden 1931 nur noch 9.000 Beschäftigte gezählt.
1936 wurde Eugen Schürer (* 1876) Teil des Vorstandes. Er war seit 1901 Ingenieur bei F&G und hatte dort einen schnellen Aufstieg hingelegt. Er äußerte sich im Vorstand wiederholt kritisch gegenüber dem NS-Regime und dem Umgang mit der jüdischen Bevölkerung. Außerdem gab Schürer Informationen von ausländischen Radiosendern weiter. Dafür wurde er 1943 zu zwei Jahren Zuchthaus wegen "Abhören ausländischer Sender" und "Nachrichtenverbreitung" verurteilt. 1944 wurde er todkrank entlassen und starb wenige Wochen später mit 69 Jahren.
Im Rahmen seiner Diversifizierung in die Rohstoffe und Vorprodukte pachtete F&G 1936 die Bleierzgrube Wohlfahrt in Rescheid, ließ eine moderne Flotationsanlage einbauen und im östlichen Grubenfeld eine neue Sohle einrichten. In fünf Betriebsjahren konnten gerade einmal 1.000 Tonnen Blei erzeugt werden; die Grube wurde bereits 1941 trotz der Autarkieabsichten der Nationalsozialisten wieder stillgelegt. Unter dem Namen Land- und Seekabelwerke AG firmierte ein weiteres Werk in Köln-Nippes unmittelbar neben der Franz Clouth Rheinische Gummiwarenfabrik AG (den späteren Clouth Gummiwerken), die zusammen mit der Papierfabrik GmbH vorm. Brüder Kämmerer, Osnabrück, ebenfalls zum F&G-Konzern gehörten. Hier wurden wichtige Vorprodukte der eigenen Kabelfertigung erzeugt.
F&G gehörte bis in die 1970er Jahre neben Siemens & Halske und AEG zu den führenden Unternehmen der Telekommunikationsbranche. Am 7. April 1920 gründete Siemens & Halske zusammen mit AEG und F&G unter Beteiligung der Deutschen Reichspost ein Gemeinschaftsunternehmen zum Ausbau des Fernkabelnetzes, das den Namen Deutsche Fernkabel Gesellschaft (DFKG) erhielt. Schon 1942 isolierte F&G Fernsprechkabel mit Polyethylen. Während des Zweiten Weltkrieges wurde 1944 ein Teil der Produktion in ein für die alliierten Bomber möglichst schwer erreichbares Gebiet in Österreich verlegt, beispielsweise wurde die Herstellung elektrischer Spulen nach Eugenia bei Schrems im niederösterreichischen Waldviertel verlagert. Die Produktion in Köln wurde am 6. März 1945 infolge der schweren Kriegsschäden und wegen des kriegsbedingten Mangels an Arbeitskräften eingestellt.

### 1945 bis 1968
Nach dem Krieg ging der Firmenbesitz im Ausland und in der sowjetischen Besatzungszone verloren. Doch da die Zerstörungen im Carlswerk in Köln-Mülheim vergleichsweise gering waren, begann der Wiederaufbau bereits ab Juni 1945 und so wurde 1946 ein 110-kV-Druckkabel für die Hamburger Elektrizitätsversorgung gefertigt. In Österreich zog das Tochterunternehmen 1948 nach Schrems-Eugenia um und nahm die Produktion von Pupinspulen für die Wiederherstellung des Telefonnetzes auf, die auch in Köln gefertigt wurden. Im selben Jahr konnten die Drahtseile für die Donauhängebrücke bei Passau geliefert werden. 1949 wurde hier die Fertigung von Schutzschaltern aufgenommen, die schnell wuchs. Im nächsten Jahr trat F&G mit dem ersten Hochfrequenz-Energiekabel an den Markt. Ein 63-kV-Kabel für Ägypten wurde 1952 produziert. Weitere Starkstromkabel für Casablanca und Belgisch-Kongo folgten im selben Jahr. Stahlseile für Brücken und Seilbahnen in Jamaika, Venezuela, den USA und Italien wurden hergestellt, aber auch die Kölner Seilbahn vom Kölner Zoo nach Köln-Deutz erhielt Stahlseile von F&G. Das ursprünglich auf dem Gebiet der Drahtseilbahnen tätige Kölner Unternehmen Pohlig-Heckel-Bleichert AG wurde in den Konzern integriert. 1966 wurden die Drahtseile der mit 4.566 m Länge längsten Seilschwebebahn der Welt für die Rittner Seilbahn in Bozen, Südtirol geliefert. Das Geschäft mit Eisen, Stahl, Draht und Seilen wurde 1968 an den Mehrheitseigentümer Arbed verpachtet.
1953 wurde ein vielbeachteter Messepavillon nach den Plänen von Oswald Haerdtl auf dem Messegelände in Wien errichtet.
1957 wurde ein eigenes Entwicklungszentrum für Niederspannungsschaltgeräte in Wien-Döbling gegründet. So wurde hier und in Schrems der heute noch verwendete Fehlerstromschutzschalter unter der Leitung des Physikers Gottfried Biegelmeier erfunden. Der Exportanteil wurde kontinuierlich gesteigert und erreichte bis 1998 einen Anteil von 67 %.
Nachdem die erste Querung des Rheins mit einem 110-kV-Gasaußendruckkabel in Köln 1958 überzeugt hatte, folgte drei Jahre später ein Auftrag für den gleichen Typ aus Dublin. In Buenos Aires wurde 1961/62 ein 85 km langes 132-kV-Ölkabel von F&G verlegt, bei dem die längste Kabellänge zwischen zwei Stationen 17 km betrug. 1960 verfügte die „Felten & Guilleaume Carlswerk AG“ über ein Kapital von 93 Mio. DM und hatte eine Belegschaft von 23.560 Mitarbeitern.
In den Hallen der ehemaligen Weserflug in Nordenham wurde das Sortiment ab 1. August 1949 auch um Kabelgarnituren wie Muffen, Durchführungen und Endverschlüsse, aber auch 1952 um explosionsgeschützte Gleich- und Drehstrommotoren mit druckfester Kapselung erweitert, die vor allem im Bergbau Verwendung fanden. Daneben beschäftigte sich der Standort Nordenham mit der Fertigung von Hausanschlusskästen, Leistungsschaltern und einer Vielzahl von miniaturisierten Schutzschaltern.
1958 und 1959 lieferten die Norddeutschen Seekabelwerke in Nordenham das 1.855 km lange Untersee-Telekommunikationskabel TAT 2 mit Polyethylenmantel. Auch an ICECAN, einem 3.224 km langen Seekabel, das über Island, Grönland und Kanada Europa mit dem amerikanischen Kontinent verband und Teil des „Heißen Drahts“ zwischen dem Weißen Haus und dem Kreml wurde sowie am 2.223 km langen Transatlantikkabel TAT 4 waren die Norddeutschen Seekabelwerke durch ihr Produkt maßgeblich beteiligt. Zwischen den vom amerikanischen Militär im Verlauf des Vietnamkriegs besonders lang und hartnäckig gehaltenen südvietnamesischen Städten Da Nang, Huế und Cam Ranh Bay verliefen von F&G gelieferte Seekabel durch das südchinesische Meer. 1967 wurde das erste 150-kV-Gasaußendruckkabel des europäischen Kontinents in Amsterdam verlegt.

### 1969 bis heute
1969 verkaufte der Mehrheitseigentümer Arbed die Hälfte seines Aktienpakets, also 35 % des Aktienkapitals der Felten & Guilleaume Carlswerk AG, an Philips. 1976 erreichte der Verlust 39,5 Mio. DM. Ein zeitweilig dreizehnköpfiger Vorstand ordnete die verschiedenen Produktionsstandorte nach Produkten neu: Die Osnabrücker Papierfabrik Kämmerer wurde verkauft, die Werke in Braunschweig und Herford geschlossen. Das alte Kabelwerk für papierisolierte Kabel in Köln-Nippes wurde ebenfalls aufgegeben. Die Produktion von lackierten Drähten und Litzen im 1948 gegründeten Werk Bad Arolsen wurde an die kabelmetal electro GmbH abgegeben, die zu Alcatel gehörte. Bereits 1978 erreichte F&G wieder die Gewinnzone mit einem Überschuss von 14 Mio. DM, nachdem das Unternehmen in zehn selbstständig rechnende Geschäftsbereiche gegliedert wurde.
In das Kabelwerk in Köln-Mülheim, in dem die Produktion von Mittelspannungs-, Hochspannungs- und Höchstspannungskabeln stattfand, wurde wieder investiert. Dort stand eine Schmelze aus der Jahrhundertwende zur Fertigung von Flachstangen und Halbzeug aus Aluminium- und Kupferadern und -drähten, aber auch ein Diamantzug zur Verfügung. Daneben wurden Walzenrohre, Zylinderrohre und Spezialdrähte, aber auch 30-kV-Leitungstrossen zur Stromversorgung der Schaufelradbagger und Absetzer im Rheinischen Braunkohlerevier hergestellt. 1977 wurde die Pohlig-Heckel-Bleichert AG an das Montanunternehmen Arbed verkauft, das das mittlerweile auf den Bau von Großbaggern spezialisierte Baumaschinenunternehmen mit der Weserhütte zu PHB Weserhütte verschmolz. 1980 verkaufte der Arbed-Konzern die Weserhütte an den Hoesch-Konzern. 1989 wurde die Seilbahnsparte von der Österreichischen Firma  Doppelmayr übernommen.
Philips, die mit 35 % an F&G beteiligt war, übernahm 1979 die übrigen Kapitalanteile von Arbed und gliederte den größeren Teil des Unternehmens unter der neuen Firma Philips Kommunikations Industrie AG (PKI) an, während der Arbed-Konzern die sehr viel kleinere Drahtproduktion unter dem Namen Arbed – F&G Drahtwerke Köln GmbH erwarb. Aus dem Drahtwerk wurde später Trefil Europe, das nach mehreren Konkursen in Drahtwerk Köln (DWK) umbenannt wurde.
Philips erklärte die Energietechnik zur Randaktivität und gliederte sie als nicht zukunftsträchtig aus. 1986 wurde die Energietechniksparte mit den Produktionsstandorten Köln-Mülheim, Köln-Porz, Nordenham, Berlin und Krefeld zusammen mit der österreichischen Tochter in Schrems, dessen spanischen Tochterunternehmen Medex und dem Luxemburger Standort Walferdange unter dem Namen Felten & Guilleaume Energietechnik AG an die Börse gebracht. Die GEW Köln AG wurde mit 20 % größter Einzelaktionär. Philips selbst verkaufte seine Kernaktivität Philips Kommunikations Industrie (PKI) 1993 an Nokia (Glasfasersparte) bzw. 1996 an AT&T (Netzwerksparte) weiter, die PKI wiederum an Lucent weiterreichten. Noch 1988 hatte Philips den Bau einer neuen Glasfaserkabelfabrik in Köln auf „der grünen Wiese“ geplant, war aber über den Bau eines neuen Verwaltungsgebäudes nicht hinausgekommen. Die NSW waren zur vollständigen Tochter von Siemens geworden, bis diese sie an die US-amerikanische Corning weiterveräußerte.
In Krefeld wurde von F&G eine Schaltanlagenfabrik übernommen und das Produktionsprogramm durchgreifend modernisiert. Hier wurde bereits das Schutzgas SF6 zur Isolation eingesetzt und in das neue Konzept der Mittelspannungs-Schaltanlagen integriert. Damit setzte sich F&G auf dem Markt schnell durch. Selbst die Konkurrenz ließ ihre Schaltanlagen bei F&G fertigen und verkaufte sie anschließend unter ihrem eigenen Markennamen.
Die Produktion von Hochspannungs-Kondensatoren und -durchführungen in Köln-Porz mit ca. 300 Mitarbeitern wurde 1990 an Siemens verkauft. Das 1894 von Max Meirowsky am selben Standort gegründete Unternehmen Meirowsky AG wurde 1941 als Dielektra AG „arisiert“ und gehörte bis 1981 ebenfalls zum F&G-Konzern. Nachdem hier zeitweilig 1.500 Beschäftigte Leiterplatten für die Elektroindustrie hergestellt hatten, wurden nach mehreren Insolvenzen und einer Übernahme bis 2009 noch von 70 Mitarbeitern Laminate gefertigt. Das Unternehmen ist nach der letzten Insolvenz aufgelöst worden, Teile der Fertigungshallen wurden abgerissen und das Gelände in einen Betriebshof für Elektrobusse der Kölner Verkehrs-Betriebe umgewandelt.
Als Anfang der 1990er Jahre die AEG vom Daimler-Benz-Konzern aufgelöst wurde, verfügte F&G zeitweilig über die Option und den notwendigen Kredit, die gesamte Kabelproduktion von AEG zu übernehmen. Stattdessen entschied sich F&G, von der Treuhandanstalt die Hettstädter Fahrleitungs- und Bronzedraht GmbH und die Schaltanlagen Uebigau zu übernehmen, in der seitdem luft- und gasisolierte Mittelspannungs-Schaltanlagen produziert wurden. Zudem engagierte sich F&G 1991 bei Kablo Kladno in Tschechien und verlagerte die Produktion seiner Niederspannungskabel von Berlin nach dort. Das Berliner Werk mit ca. 100 Beschäftigten wurde geschlossen. F&G kaufte 1995 in Österreich die dortigen Kabelhersteller Pengg Breitenfeld und Mayer & Drössler. Dabei mag auch die jahrzehntelange Beteiligung von F&G am Kabelkartell eine Rolle gespielt haben, die mit Rekordgeldstrafen endete. Mit dem Kauf der beiden österreichischen Kabelhersteller bekam F&G erstmals seit dem durch Philips erzwungenen Ausstieg wieder einen Fuß in die Telekommunikationstechnik, da hier auch das von F&G seinerzeit mitentwickelte Glasfaserkabel hergestellt wurde.
In der Volksrepublik China wurden von F&G 1991 ein Tochterunternehmen für die Produktion von Schaltanlagen und zwei weitere für die Kabelfertigung aufgebaut. F&G verfügte, anders als viele kleine, modernere Kabelhersteller, über ein großes, gut ausgerüstetes Prüffeld. Dadurch konnte auch ein speziell für den Transrapid entwickeltes Energiekabel konstruiert werden, das jedoch durch die jahrzehntelangen deutschen Diskussionen nie produziert wurde. 1994 erreichte F&G erstmals einen Umsatz von 1 Mrd. DM. Anders als die meisten Kabelhersteller erzielte F&G Gewinne trotz des harten Wettbewerbes nach der Auflösung des Kabelkartells. Im August 1998 kaufte die Moeller-Gruppe zunächst der GEW Werke AG ihren Anteil an der F&G Energietechnik AG ab und übernahm kurz darauf auch den größten Rest der Aktien. Kein Jahr später verkaufte Moeller seinerseits die gesamte Kabelsparte von F&G an den dänischen Konkurrenten nkt, der seine Papierkabelfertigung in Köln-Mülheim konzentrierte und die Telekommunikationskabelfertigung in Österreich 2005 verkaufte. Die Kabelfabrik in Köln-Mülheim existierte einige Jahre noch unter dem Namen F&G Kabelwerke GmbH und ging dann vollständig in die NKT Cables GmbH auf.
Im Mai 2008 wurde der Grundstein für eine neue Kabelfabrik der NKT im Chemiepark Leverkusen gelegt, die im Oktober 2010 eröffnet wurde. Das Grundstück in Köln-Mülheim wurde an den Immobiliendienstleister Beos GmbH verkauft, der seither die Flächen des Carlswerk vermietet.
In einem langjährigen Streit zwischen einzelnen Kleinaktionären und der Moeller-Gruppe, der zeitweilig gerichtsanhängig war, wurde Moeller gezwungen, den realen Wert des übernommenen Industriekonzerns mit zuletzt 3.700 Beschäftigten offenzulegen und an die Altaktionäre auszuschütten, bis die Felten & Guilleaume AG zum 31. Dezember 2004 mit der Moeller-Gruppe vollständig fusionierte.
Der Geschäftsbereich Anlagentechnik mit dem Standort Krefeld wurde im März 2004 an Grupo Ormazabal Anlagentechnik GmbH verkauft. Der Geschäftsbereich Schienenverteiler wurde von Siemens erworben.